# Leggi dei Medi e dei Persiani
Le leggi dei Medi e dei Persiani avevano fama di essere irrevocabili. L'espressione è internazionalmente entrata nell'uso comune perché usata in un celebre passo della Bibbia (Daniele, 6), assumendo un valore quasi proverbiale e di uso anche in contesti molto diversi e ha avuto una risonanza in Italia da quando Indro Montanelli la riportò  come un'espressione usata da Foster Dullas a proposito di possibili modifiche della politica statunitense sulla questione di Trieste. 
L'affermazione è contenuta anche in fonti extrabibliche, compresa la Ciropedia di Senofonte.

## Leggi irrevocabili e leggi troppo mutevoli
In contrapposizione all'eternità delle leggi dei Medi e dei Persiani, veniva biasimata la continua mutevolezza delle disposizioni nella legislazione dei Comuni medievali italiani: 
Lège venesiana, 

dura na setimana;

lège visentina,

dura da la sera a la matina;

lège de Veròna,

dura da tèerza a nona.
Per contro nel preambolo autografo dello Statuto Albertino, si proclama lo statuto stesso come irrevocabile.